# Liste des films soviétiques sortis en 1935
Cet article présente une liste des films produits en Union soviétique en 1935:

## 1935
| 1935                     |                 |                                      |
| Aerograd                 | Аэроград        | Alexandre Dovjenko                   |
| Engineer Goff            | Инженер Гофф    | Boris Shpis et Rashel Milman         |
| Le Nouveau Gulliver      | Новый Гулливер  | Alexandre Ptouchko                   |
| Les Sentiers de l'ennemi | Вражьи тропы    | Ivan Pravov et Olga Preobrajenskaïa  |
| Mort d'une sensation     | Гибель сенцации | Alexander Andrievski                 |
| Pepo                     | Պեպո            | Amo Bek-Nazarov                      |
| La Jeunesse de Maxime    | Юность Максима  | Grigori Kozintsev et Leonid Trauberg |